# Ventura (Kalifornia)
Ventura (pierwotnie San Buenaventura, skrócone do obecnej nazwy) – miasto w Stanach Zjednoczonych, w stanie Kalifornia. Stolica hrabstwa Ventura. Ludność 109 925 (2021).
Historia miasta zaczyna się w 1782 roku od misji San Buenaventura, założonej w tej okolicy przez franciszkanina Junipera Serrę, która z czasem stała się większym skupiskiem miejskim.
W mieście rozwinął się przemysł spożywczy, włókienniczy oraz petrochemiczny.